# Vampyr (игра)
Vampyr — компьютерная игра в жанре Action/RPG, разработанная французской студией Dontnod Entertainment для платформ Windows, PlayStation 4, Nintendo Switch и Xbox One и выпущенная Focus Home Interactive в 2018 году. Действие игры происходит в Лондоне в 1918 году. Главный герой, врач Джонатан Рид, превращается в вампира и должен мириться со своим новым состоянием, разрываясь между клятвой Гиппократа и своей новообретённой кровожадной натурой. «Полуоткрытый» мир игры разбит на несколько связанных районов, состояние которых может меняться в зависимости от действий игрока. Игрок не обязан убивать других персонажей, чтобы успешно пройти игру, однако охота на людей позволяет герою восстановить потерянные силы и приобрести новые способности; в сражениях игрок может использовать как оружие, так и сверхъестественные способности вампира. Разработчики посещали Лондон и использовали исторические материалы, чтобы детально воспроизвести город начала XX века. Игра получила смешанные оценки прессы: рецензенты высоко оценили атмосферу игры, сценарий и систему развития персонажа, но критиковали боевую систему и множественные технические проблемы игры.

## Игровой процесс
Vampyr представляет собой Action/RPG с видом от третьего лица, в которой игроку предлагается множество различных занятий и заданий. Некоторые задания связаны со сражениями с различными врагами, боссами и «мини-боссами» — персонаж должен вступить с ними в бой и уничтожить их. Другой важной стороной игры является социальная активность: герой сталкивается со множеством неигровых персонажей, некоторые из которых более важны, чем другие; игрок может вступать с жителями Лондона в диалоги, шпионить за ними и даже управлять другими персонажами с помощью своих способностей вампира. Чтобы убивать успешно, Рид должен собирать информацию о будущих жертвах — изучать их привычки, собирать улики и поддерживать определённые отношения, общаясь с жителями Лондона.
Город Лондон в игре частично построен по принципу открытого мира — в виде обширных районов, соединённых переходами. Между районами города (за исключением нескольких поначалу недоступных по сюжетным соображениям локаций) можно свободно перемещаться практически с самого начала игры. Мир игры далеко не так велик, как миры The Elder Scrolls V: Skyrim или игр серии Grand Theft Auto, поэтому разработчики называют его «полуоткрытым», а не открытым.
У каждого района Лондона своя шкала, связанная с активностью игрового персонажа — поначалу убийства приводят к незначительным последствиям, наподобие более высоких цен у торговцев или недоступности некоторых побочных заданий, но если герой будет «кормиться» в каком-то районе чрезмерно много, в него вторгнутся чудовища, перебив всех обитателей и сделав район недоступным для игрока. Тем не менее, у игрока есть возможность пройти игру, даже если все районы Лондона стали недоступными.
Благодаря особому вампирскому зрению Рид в состоянии узнать, болен ли тот или иной горожанин и каково качество его крови. По воле игрока жертвой героя может стать любой персонаж в игре, но каждая смерть имеет последствия, влияющие на сюжет. Все жители Лондона, которых можно встретить в игре, имеют собственные имена, друзей, семьи и режим дня, так что убийство любого из них затронет многих других персонажей. Важнейшие моменты игры связаны с решением игрока в отношении «столпов общества» — наиболее важных персонажей, вокруг которых вращается жизнь той или иной общины. Игрок может убить их, пощадить или превратить в вампиров.
Многие варианты в диалогах с неигровыми персонажами первоначально недоступны — чтобы открыть их, Рид должен выполнять различные задания, расспрашивать других персонажей или наблюдать за интересующим его человеком издалека. Будучи врачом, герой может лечить больных или раненых горожан, получая таким образом преимущества. Чем здоровее горожанин и чем больше информации о нём собрал Рид, тем больше очков опыта приносит убийство.
Игру можно пройти, никого не убивая, что позволяет наилучшим образом сохранить образ врача, — однако это препятствует игроку получать новые уровни. Награда в виде очков опыта за убийство мирных горожан намного выше, чем за уничтожение рядовых врагов, — но по задумке разработчиков одновременно заставляет его испытывать угрызения совести: при каждом убийстве Рид узнаёт последние мысли жертвы. Рид может превращать других людей в вампиров и не может входить в чужие дома без приглашения.
В боях против врагов — людей и сверхъестественных чудовищ — игрок может использовать разнообразное холодное оружие, в том числе импровизированное, например пилы, а также стрелковое оружие наподобие арбалетов или револьвера Webley. Персонаж может носить оружие отдельно в правой и левой руках и сочетать их по мере надобности. Оружие может быть улучшено с помощью предметов, которые игрок находит на телах жертв. В игре не предусмотрено системы случайно генерируемых трофеев, однако присутствует система создания предметов — оружия и лекарств.
При использовании вампирических сил в бою персонаж теряет здоровье и энергию. Он может восполнить потерянные силы, выпив человеческой крови; более того, поглощение крови позволяет герою открывать новые вампирические способности и восполнять утраченные силы. По словам дизайнера игры Флорана Гийома, в игре три основные ветви развития способностей: связанные с тенями, со звериными инстинктами и с общением с людьми. К числу вампирических способностей принадлежат, например, возможность заставить кровь в жилах противника вскипеть или свернуться; возможность отрастить острые когти для ближнего боя, как у вампиров-Вулкодов; умение управлять тенями, для того чтобы скрываться в темноте или атаковать врагов. Способность «скачка» позволяет легко уходить от преследования и перескакивать пропасти, а после усовершенствования позволяет наносить урон при столкновении с врагом и даёт временную неуязвимость. Способность гипноза позволяет влиять на поведение жертв, например, позволяя вывести их в незаметное место и кормиться, не вступая в бой, или в диалоге выведать у собеседника ценную информацию.

## Сеттинг и сюжет
Действие игры происходит в Лондоне в 1918 году, вскоре после Первой мировой войны и во время пандемии «испанского» гриппа. Под управлением игрока находится главный герой игры, Джонатан Э. Рид (англ. Jonathan E. Reid), врач-вампир, чья жажда крови заставляет его убивать невинных людей. Рид первоначально не имеет представления о том, кто превратил его в вампира, и о нравах и этикете этих существ, он изучает вампиров как рационально мыслящий врач с научным складом ума. Рид был известным врачом и до превращения в вампира, и многие персонажи — в том числе врачи и пациенты — относятся к нему с уважением. Игра не предусматривает возможности создать и настроить собственного персонажа.
В процессе игры герой сталкивается с несколькими разновидностями вампиров. Так, эконы (англ. Ekon) напоминают классических вампиров-аристократов, они утончены и обаятельны, и именно к эконам принадлежит наставница Рида, леди Эшбери (англ. Lady Ashbury). У эконов есть собственный джентльменский клуб «Аскалон», куда не пускают женщин. Скали (англ. Skal), напротив, находятся на дне общества, они живут в туннелях канализации под городом и неким образом связаны с охватившей город эпидемией «испанского гриппа»; само название этого клана означает «рабы». Вулкоды (англ. Vulkod) представляют собой нечто среднее между вампирами и волками-оборотнями — они могут менять облик, превращаясь в звероподобных существ с длинными клыками. Немроды (англ. Nemrod) презирают других вампиров и сами охотятся на них; они скрываются от игрока, так что игрок может лишь потом, собирая информацию, догадаться, что тот или иной встреченный им персонаж был одним из Немродов. Все эти виды вампиров имеют общее происхождение, и у вампиров есть собственные легенды об этом происхождении, связанные с английским фольклором. Все сверхъестественные существа в Vampyr связаны с вампирами — в игре нет каких-то отдельно существующих привидений, живых мертвецов или волков-оборотней, но, по словам сценариста игры Боверже, эти фольклорные чудовища могут быть просто разными видами вампиров. Лишь немногие лондонцы осведомлены о существовании вампиров, но тайное общество охотников на вампиров — «Стражи Привена» (англ. Guards of Prywen) — преследует героя, пытаясь уничтожить его. Охотники на вампиров являются основными врагами на первых этапах прохождения. Сюжет игры связан с загадкой происхождения вампиров.

### Синопсис
В начале игры Рид возвращается в Лондон с Западного фронта и подвергается нападению неизвестного вампира. Восставший из мёртвых Рид обнаруживает себя в братской могиле в Саутуарке, среди тел умерших от гриппа; его невольной жертвой становится собственная сестра Мэри. Риду удаётся бежать от охотников на вампиров, спасти жизнь проповеднику Шону Хэмптону и найти человека, многое знающего об этих существах — это доктор Суонси, заведующий Пембрукской больницей в Ист-Энде. Суонси принимает Рида на работу в больницу — он прекрасно знает, что его новый подчинённый вампир, но не собирается выдавать его охотникам на вампиров.
Элизабет Эшбери, аристократка, на чьи пожертвования существует больница — тоже вампир. Эшбери кто-то шантажирует, вымогая у неё деньги, и она поручает Риду найти вымогателя. Таинственным вымогателем оказывается Дороти Крейн, медсестра в той же больнице — она использует средства Эшбери, чтобы открыть собственную бесплатную лечебницу в трущобном районе Уайтчепел. Рид также тайно посещает похороны Мэри на городском кладбище. Во время его отсутствия в больнице происходит загадочное происшествие: по мнению Суонси, ранее спасённый Ридом Шон Хэмптон обратился в вампира-скаля и убил пожилую пациентку Харриет Джонс. Риду удаётся найти Хэмптона, но тот, действительно будучи скалем, отрицает свою вину и посылает Рида искать ответы в туннели канализации. В подземельях под Лондоном существует целая община скалей под руководством старой вампирши Бриджет — и среди них находится Харриет Джонс, необычно мутировавший скаль: Хэмптон не убивал её, но, наоборот, помог бежать. На обратном пути Риду приходится столкнуться с ещё одним враждебным вампиром — это его собственная сестра Мэри, также восставшая из мёртвых; Риду приходится уничтожить её.
«Аскалон», клуб благородных вампиров-эконов из Вест-Энда, принимает Рида в свои ряды; председатель клуба лорд Редгрейв поручает Риду расследовать вспышку эпидемии гриппа в Вест-Энде. Расследование выводит Рида на актрису Дорис Флетчер — она превратилась в чудовище, подобное Харриет Джонс. В то время как Редгрейв посылает Рида к Алоизию Доусону, богатейшему человеку в Англии, чтобы превратить и его в вампира, «Стражи Привена» устраивают налёт на Пембрукскую больницу — они считают Рида и Суонси виновниками эпидемии. Отбив Суонси у охотников, Рид выясняет, что заведующей больницей действительно виноват: он пытался лечить Харриет Джонс, переливая ей кровь леди Эшбери, но пациентка превратилась в монстра, распространяющего вокруг заразу. Такое же существо — «Кошмар» — было виновником Великой лондонской чумы в 1666 году, но его победил рыцарь-вампир Уильям Маршалл. Рид составляет лекарство из крови Уильяма Маршалла и короля Артура и принимает его перед битвой с Харриет Джонс. На эту битву его благословляет кровавый призрак Мирддин Виллт — то самое существо, которое сделало вампиром и самого Рида, и Уильяма Маршалла до него: по словам Мирддина Виллта, в виде «Кошмара» в мир является Морриган, Алая Богиня и праматерь всех вампиров, несущая смерть и эпидемии.
После победы над Кошмаром Рид отправляется в Шотландию на поиски Элизабет Эшбери, которую успел полюбить. Эшбери опекает старого вампира Уильяма Маршалла — тот заразился во времена предыдущего появления Кошмара в 1666 году и точно так же, как и Рид, составил лекарство из крови великих героев, но использовал его не на себе, а на Эшбери. Это сделало Маршалла узником замка Эшбери, а саму Элизабет — бессимптомным носителем проклятия. В зависимости от принятых игроком решений — много ли лондонцев было убито в процессе игры — Джонатан Рид и Элизабет Эшбери уезжают в Америку или остаются затворниками в замке, как Уильям Маршалл до них; в худших концовках Эшбери может покончить с собой, а Рид — превратиться в кровожадное чудовище.

## Разработка
В начале разработки игры над ней работал коллектив из 60 человек, многие из которых ранее трудились над предыдущим проектом Dontnod Entertainment — эпизодической игрой Life is Strange; к концу 2016 года в разработке было занято до 70 % из 120 сотрудников компании. Если в предыдущих играх Dontnod Entertainment — Remember Me и Life is Strange — повествование строилось вокруг героинь-женщин, в Vampyr главным героем стал мужчина: по словам главы компании Оскара Жильбера, с героем-мужчиной «сюжет работает лучше», хотя речь и идёт о вампире в истории со множеством ярких женских персонажей. Необычное написание названия Vampyr (вместо современного английского vampire) было выбрано под влиянием истории о том, как в XVIII веке некий венгр был обвинён в вампиризме — его обвинение было первым публичным документом такого рода. Тема убийства невинных людей в игре в качестве платы за бессмертие позволила разработчикам исследовать дуалистическую природу главного героя как вампира и как врача — убивать либо придерживаться клятвы Гиппократа и не капитулировать перед своей вампирической природой. По словам сценариста Стефана Боверже, создатели игры решили обратиться к литературным корням образа вампира в духе «Дракулы» или «Кармиллы», и строить повествование в соответствии с этим классическим образом: вампир как обманщик, который манипулирует своими жертвами и скрывает свою истинную природу, но одновременно это «трагическая фигура, вынужденная убивать и отнимать жизни — не всегда охотно».
Разработчики некоторое время намеревались выбрать местом и временем действия игры Америку 1950-х годов, но, надеясь вдохнуть в игру более готическое настроение, выбрали Лондон 1918 года во время пандемии испанского гриппа. Арт-директор Dontnod Грегори Сюч отмечал, что на художественный стиль и атмосферу игры оказали влияние картины американского художника-сюрреалиста Фила Хейла. Немаловажными источниками вдохновения для разработчиков были телесериалы, в частности, посвящённые медицине начала XX века «Больница Никербокер» и «Лондонский госпиталь», а также «Острые козырьки». Сотрудники Dontnod Entertainment изучали место действия будущей игры, выезжая в Лондон и делая фотографии, а также собирали информацию о событиях, связанные с описываемым периодом — в частности, они посещали районы Сити, Темпл и Ист-Энд, однако многие части города были перестроены в течение XX века, поэтому, например, информация о том, как в 1918 году выглядели Уайтчепел, портовый район или Собачий остров — как выглядели здания, как одевались горожане, что они ели — восстанавливалась по документальным фильмам и историческим книгам. Созданием музыкального сопровождения к игре занимался композитор Оливье Деривьер, ранее работавший над саундтреками к таким играм, как Remember Me или Alone in the Dark.
Игра использует движок Unreal 4. Разработка версии игры для Xbox One была связана с трудностями, однако, по словам разработчиков, эти трудности были преодолены и версия для этой игровой приставки не подверглась ухудшению по сравнению с версиями для Windows и PlayStation 4. Перенос даты выпуска игры с 2017 на 2018 год был, по заявлению исполнительного директора студии Оскара Жильбера, связан с некими техническими трудностями, из-за которых график разработки пришлось сдвинуть; благодаря переносу у разработчиков появилась возможность дополнительно сбалансировать и отполировать игру.
Ранняя демоверсия игры была продемонстрирована на выставке E3 2016 в июне 2016 года. В мае 2018 года разработчики сообщили, что игра не будет использовать защиту Denuvo.

## Выпуск
В соответствии с анонсом, сделанным издателем Focus Home Interactive на выставке E3 2017, выпуск версий игры для платформ Microsoft Windows, PlayStation 4 и Xbox One первоначально был запланирован на ноябрь 2017 года; позже выход был перенесён на весну 2018 года. Покупатели, сделавшие предзаказ Vampyr, получат доступ к загружаемому дополнению The Hunters Heirlooms, включающему в себя уникальные меч, пистолет и костюм для героя. В ноябре 2017 года глава Focus Home Interactive Седрик Легарриг в интервью изданию MCV сообщил, что релиз Vampyr будет считаться успешным, если продажи игры составят около миллиона копий.

## Отзывы, награды и продажи

### Рецензии
| Сводный рейтинг       | Сводный рейтинг                                        |
| Агрегатор             | Оценка                                                 |
| --------------------- | ------------------------------------------------------ |
| GameRankings          | - (PC) 72,15 % - (PS4) 69,56 %                         |
| Metacritic            | (PC) 72/100 (PS4) 70/100 (XONE) 70/100 (Switch) 69/100 |
| OpenCritic            | 72/100                                                 |
| «Критиканство»        | 72/100                                                 |
| Иноязычные издания    |                                                        |
| Издание               | Оценка                                                 |
| Destructoid           | 6/10                                                   |
| EGM                   | 8/10                                                   |
| Famitsu               | 31/40                                                  |
| GameRevolution        | [ 51 ]                                                 |
| GameSpot              | 7/10                                                   |
| GamesRadar+           | [ 53 ]                                                 |
| IGN                   | 7/10                                                   |
| PC Gamer (US)         | 68/100                                                 |
| VideoGamer            | 7/10                                                   |
| Русскоязычные издания |                                                        |
| Издание               | Оценка                                                 |
| 3DNews                | 6,5/10                                                 |
| «IGN Россия»          | 7,5/10                                                 |
| Riot Pixels           | 79 %                                                   |
| «Игры Mail.ru»        | 6,5/10                                                 |
| «Канобу»              | 7/10                                                   |
| «Мир фантастики»      | 7/10                                                   |

Игра Vampyr получила посредственные оценки игровых ресурсов. На сайте Metacritic версия для персональных компьютеров имеет среднюю оценку в 72/100, версия для PlayStation 4 — 70/100 и версия для Xbox One 70/100.

### Награды
По итогам выставки E3 2017 Vampyr была включена в число лучших игр выставки по версии GamesRadar; была номинирована на выдаваемую сайтом GamesBeat награду «Unreal Underdog» для игр на движке Unreal Engine, представленных на выставке неожиданно зрелищно, и награду Game Critics Awards в категории «лучшая компьютерная ролевая игра».

### Продажи
Летом 2018 года, благодаря уязвимости в защите Steam Web API, стало известно, что точное количество пользователей сервиса Steam, которые играли в игру хотя бы один раз, составляет 162 765 человек.

## Телесериал
В августе 2018 года стало известно, что студия Fox 21 Television Studios приобрела права на адаптацию игры в виде телесериала, в совместном производстве с компаниями Wonderland Sound and Vision и DJ2 Entertainment. Режиссёром и исполнительным продюсером сериала выступит Макджи.